# ایستگاه بساریون
ایستگاه بساریون (انگلیسی: Bessarion station) ایستگاهی در خط ۴ شپرد سیستم متروی تورنتو است.